# Le Syndicat
Le Syndicat là một xã ở tỉnh Vosges, vùng Grand Est, Pháp. Xã này có diện tích 18,29 kilômét vuông dân số năm 1999 là 1801 người. Xã này nằm ở khu vực có độ cao từ 392–822 m trên mực nước biển. 
Người dân địa phương danh xưng tiếng Pháp là Syndiciens.

## Hành chính
| Danh sách các xã trưởng                |           |                     |      |         |
| Giai đoạn                              | Giai đoạn | Tên                 | Đảng | Tư cách |
| 2008                                   | 2014      | Jean-Marie Lambotin |      |         |
| 2008                                   | 2009      | Claudine Fleurance  |      |         |
| 1992                                   | 2008      | Daniel Froehly      |      |         |
| Tất cả các dữ liệu trước đây không rõ. |           |                     |      |         |

## Biến động dân số
| Năm | 1962 | 1968 | 1975 | 1982 | 1990 | 1999 |
| --- | ---- | ---- | ---- | ---- | ---- | ---- |
| Dân số | 1513 | 1602 | 1716 | 1754 | 1770 | 1801 |
| From the year 1962 on: No double counting—residents of multiple communes (e.g. students and military personnel) are counted only once. |      |      |      |      |      |      |